# Mariner 9
Mariner 9 je bila Nasina medplanetarna vesoljska sonda iz Programa Mariner. Izstrelili so jo 30. maja 1971 z raketo nosilko Atlas-Centaur (#23) in je dosegla Mars 14. novembra. Bilo je prvo plovilo, ki je postalo umetni satelit drugega planeta in še precej časa je pošiljalo slike na Zemljo. Odkril je tudi sistem kanjonov, ki so jih poimenovali po njem (Valles Marineris).